# Viso di Vallanta
Viso di Vallanta lub Dado di Viso, a także Dado di Vallanta – szczyt w Alpach Kotyjskich, części Alp Zachodnich. Leży w północno-zachodnich Włoszech w regionie Piemont, blisko granicy z Francją. Szczyt można zdobyć drogami ze schronisk: Bivacco Berardo (2710 m), Bivacco Boarelli (2820 m), Rifugio Alevè (1580 m) oraz przede wszystkim z Rifugio Vallanta (2450 m). Jest to drugi co do wysokości szczyt Alp Kotyjskich. Leży na południowy zachód od Monte Viso.
Pierwszego wejścia dokonali Claudio Perotti, Giuseppe Perotti, Paolo Gastaldi i Vittorio Giordana 7 września 1891 r.